# クリッパートン島

クリッパートン島
Île de Clipperton / Île de la Passion

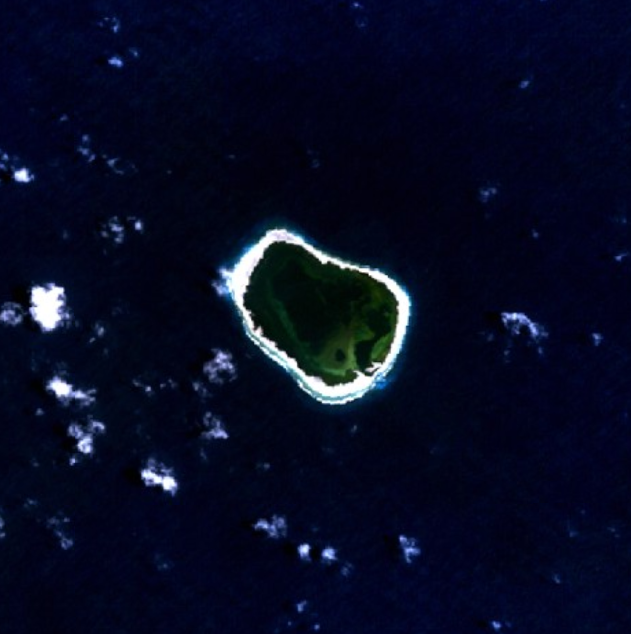
クリッパートン島の衛星写真

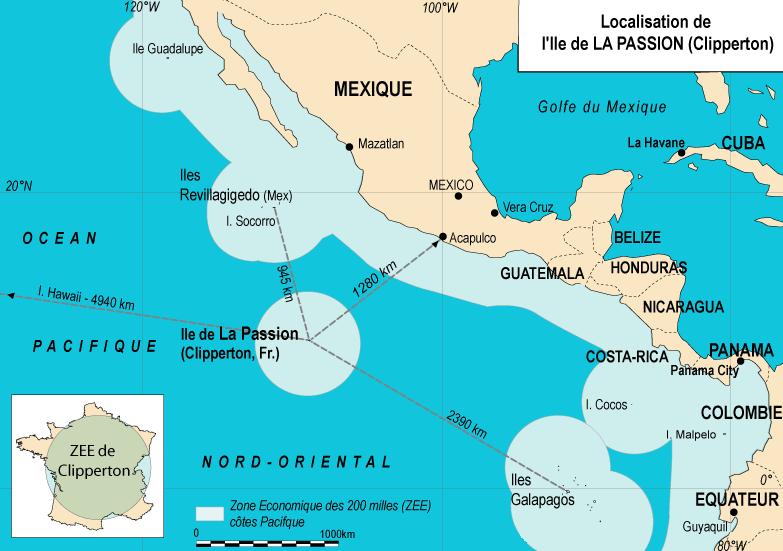
クリッパートン島の位置

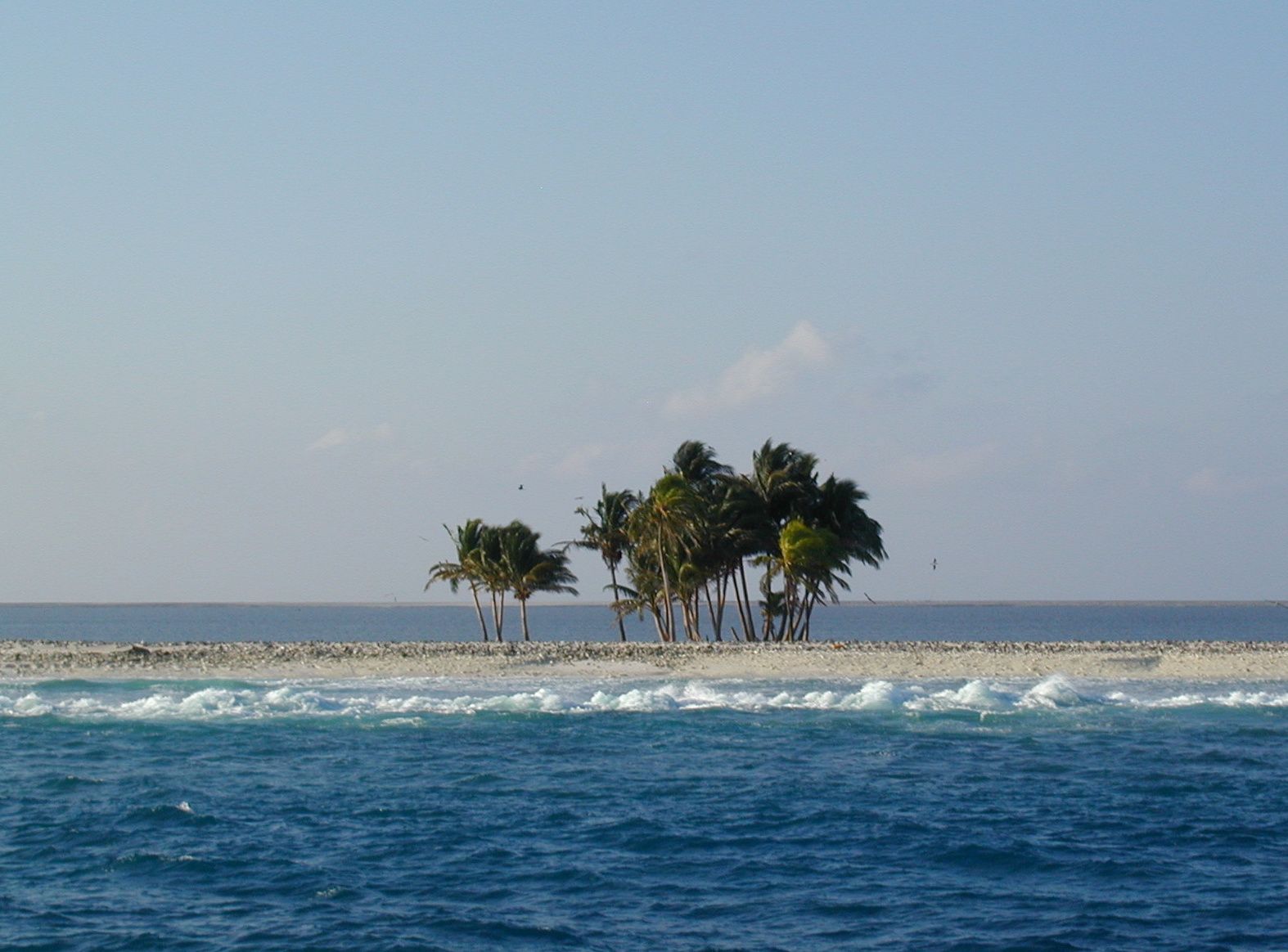
ココヤシの木が生えている。

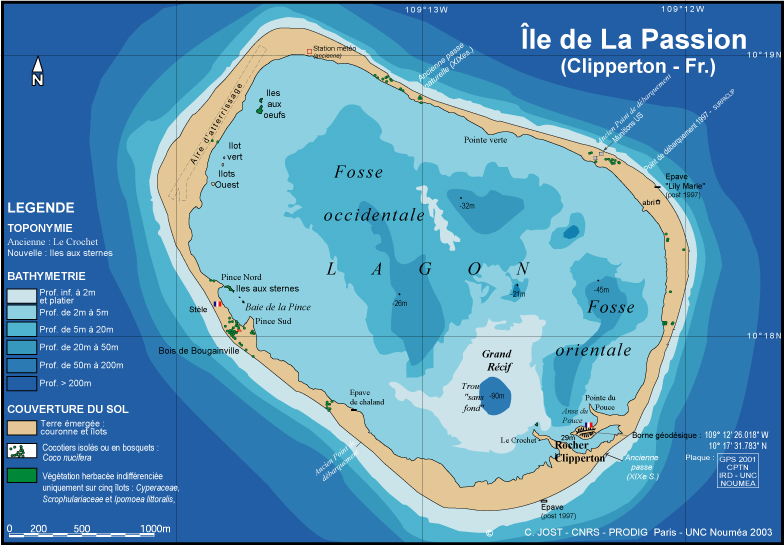
クリッパートン島

クリッパートン島（クリッパートンとう、フランス語: Île Clipperton、英語: Clipperton Island）は、太平洋のメキシコ沖に浮かぶ絶海の孤島。フランス属領の無人島である。
第二次大戦後は主にカツオドリやアオツラカツオドリや野生生物や海洋生物調査のための科学的探索の場となっている。また気候観測やアマチュア無線のDXペディションで知られており、観光なども考慮されたが現在ではフランス海軍が定期的に訪れる無人の島となっている。

## 概要
- 位置：北緯10度18分0秒 西経109度13分0秒 / 北緯10.30000度 西経109.21667度座標: 北緯10度18分0秒 西経109度13分0秒 / 北緯10.30000度 西経109.21667度
- 形状：直径3km～4kmの円形の環礁
- 標高：最高地点は20m。
- 礁湖の特徴：面積は約4km²。最深部の深さは約44m。18世紀までは外海と繋がっていたが、1839年から1849年の間に礁湖の開口部が閉鎖したと考えられている[1]。現在では、外海と一切繋がっていないため、雨水が溜り、月々の降水量によって深さが変化し、世界で唯一の淡水礁湖となっている[2] 。

## 歴史
最初の上陸記録は1521年。1705年に海賊ジョン・クリッパートン(John Clipperton)が上陸し現在の名前になった。
1836年にスペイン海軍が同島を発見したが、特に実効支配を行わなかったため、1858年にフランスがハワイ政府に対し領有を宣言したことにより、フランス領となり現在に至っている。
しかし、スペインより独立したメキシコが領有権を主張したため帰属問題は国際仲裁裁判となり、1931年の判決で正式にフランス領と認定された。これをクリッパートン島事件といい、「主権の表示を残さず離島しても、布告・通告・公布・新聞による公表で領有は成立する」という国際法の慣例の一つとして現在でも知られている。
かつてはフランス領ポリネシアの一部であったが、2007年2月22日からフランス政府の直接統治下に入った。統治権はフランス海外領土省大臣が有している。
2005年には同島周囲の排他的経済水域でフランスの軍艦がメキシコ船を拿捕する事件が発生し、領有権紛争が再燃したが、同水域内でのメキシコ漁船の操業を認めることで一応決着した。
一時期は軍事目的や太平洋を横断する飛行機の中継点として使われたが、現在は定住する人間もいない無人島である。
アマチュア無線では一つの独立した地域とされるので珍重され、時折大規模なのDXペディション（移動運用）が行われる。

## 脚註
1. ↑  Charpy L, Rodier M, Sarazin G (2010). “Clipperton, a Meromictic Lagoon” (英語). Global Change: Mankind-Marine Environment Interactions:  351-6. doi:10.1007/978-90-481-8630-3_62.
2. ↑  http://www.clipperton.fr/le-lagon.html Bienvenue sur l’île de La Passion…Clipperton !
3. ↑  Ben Cahoon. “French Minor Dependencies”.   Worldstatesmen.org. 2013年7月30日閲覧。
4. ↑  “太平洋の知られざるフランス領「クリッパートン島」”.   パリ・エ・トワ. 2021年12月12日閲覧。
5. ↑  http://www.tx5k.org/